# いちかわニャー
いちかわニャー（1981年8月29日 - ）は、日本の脚本家、元お笑い芸人。山梨県南巨摩郡身延町出身。本名、市川健太（いちかわ けんた）。

## 人物
作家名を本名の『市川健太』から2019年2月22日から『いちかわニャー』に改名している（Twitterにて発表）。2020年に、ものまねタレントの坂本彩と結婚（Twitterにて発表）。

## 経歴
- 大学卒業後、漫才コンビ『100W』を結成し、ワタナベコメディスクール（2期生）に入学し、ワタナベエンターテインメントに所属。
- 同期には、ハライチ、バービー（フォーリンラブ）、サンシャイン池崎、JP、アモーレ橋本らがいる。
- 歌ネタを得意とする、ケチン・ダ・コチン、ツートンカラーと3組で『ワタナベエンターズ』としてユニット活動をしていた。※あらびき団に出演。
- その後、シャカ大熊、タイガー福田（超新塾）、ハジメ（フォーリンラブ）が加わりフジテレビ『芸能人最強アカペラ王者決定戦ハモネプ★スターリーグ』に3度出演している。※1度決勝進出。
- 芸人時代は、Jリーグ『ヴァンフォーレ甲府』のスタジアムDJを7年間（2011年 - 2017年）とWリーグ『山梨クィーンビーズ』のアリーナDJを2年間（2015年 - 2016年）担当していた。
- 2016年にコンビを解散し、1年間ピン芸人『ラブラドールいちかわ』として活動する。
- その後、2018年から脚本家・金沢知樹に弟子入りをして脚本家の道を志す。

## 賞レース
- 『平成25年度 漫才新人大賞』にて決勝進出。（三四郎、ウエストランド、ピーマンズスタンダード、新宿カウボーイ、他）※優勝はS×L
- 『平成26年度 漫才新人大賞』にて決勝進出。（三四郎、ウエストランド、123☆45、ガリベンズ、他）※優勝は母心
- R-1ぐらんぷり三回戦進出。（2011年）
- M-1グランプリ毎年二回戦敗退。

## 作詞
- 甘党男子『チョコチップクッキー』（2017年5月）作詞
- 甘党男子『キャンディ』（2018年1月）作詞
- 甘党男子『アイスクリーム』（2022年11月）作詞

## 舞台
- 女々『ドブ恋9』（2018年5月、下北沢小劇場B1）脚本、出演
- 女々『ドブ恋10』（2019年5月、下北沢小劇場B1）脚本
- 座長 ときめき宣伝部!劇団富士大陸第2回公演『さらば昭和通り物語』（2018年、CBGKシブゲキ!!）脚本
- 野添義弘還暦記念公演『その夜、カレーライスができるまで』（2019年6月、下北沢・OFF-OFFシアター）金沢知樹と共同脚本
- 劇団いとをかし第11回公演『卒業式はバイバイブーで』（2019年8月、川崎市アートセンター アルテリオ小劇場）脚本
- 東京演劇女子『CONTE×ACT コンタクト』（2020年9月、配信演劇第二弾）脚本提供
- パラシュート部隊・斎藤優原案脚本舞台『こりゃもてんばい』（2022年1月11日~16日）※オムニバス作品
- パラシュート部隊・斎藤優原案脚本舞台『こりゃもてんばい２』（2022年8月9日~14日）※オムニバス作品
- JPワンマンライブ『劇場版ものまねモンスター JPの逆襲 evolution』（2022年9月10日、新宿FACE）脚本、構成
- パラシュート部隊・斎藤優原案脚本舞台『こりゃもてんばい3』（2023年4月25日~30日）※オムニバス作品
- JP＆大友花恋『ユニットモンスター JP × KAREN OTOMO』 (2023年9月3日、神田明神ホール）脚本、構成

## テレビドラマ
- 連続ミニドラマ『空気Dr.マモル』(2021年1月～3月、中京テレビ）金沢知樹らと共同脚本
- 連続ドラマ『渋谷先生がだいたい教えてくれる』（2022年４月～6月、TOKYO MX）第3話と全話構成を萩森淳と担当。
- テレビドラマ『実写ドラマ「からかい上手の高木さん」』（2024年4月、TBS）脚本協力※NETFLIXにて先行配信

## 映画
- 『その日、カレーライスができるまで』（2021年9月3日公開）金沢知樹らと共同脚本、主演・リリーフランキー
- 赤澤遼太郎主演、金沢知樹監修クラウドファンディング短編映像作品『蝉の恋』（2022年5月20日完成試写会）脚本・監督・編集を務める。主演・赤澤遼太郎